# بخش کرو ریور، استان استارنز، مینه سوتا
بخش کرو ریور (به انگلیسی: Crow River Township) یک منطقهٔ مسکونی در ایالات متحده آمریکا است که در شهرستان استیرنز، مینه‌سوتا واقع شده‌است.
 بخش کرو ریور ۸۸٫۸ کیلومتر مربع مساحت و ۳۲۷ نفر جمعیت دارد و ۳۸۱ متر بالاتر از سطح دریا واقع شده‌است.